# Жиланбаєв Марат Толегенович
Марат Толегенович Жиланбаєв (нар. 19 серпня 1963, Казахстан) — єдина людина планети, що поодинці пробігла найбільші пустелі Азії, Африки, Австралії та Америки.  Марафонець, майстер спорту міжнародного класу.
Найдовші пробіги: через пустелю Каракуми в квітні 1992 року (1200 км за 20 днів), Сахару з 25 лютого по 23 березня 1993 року (1700 кілометрів за 24 дні), пустелю Велика Вікторія (Австралія) з 24 листопада по 15 грудня 1993 року (1600 км за 22 дні), пустелю Невада (США) з 1 по 19 квітня 1994 року (1218 км за 17 днів).